# Baghlan (provincie)
Baghlan of Baghlān (Pasjtoe: بغلان baġlān) is een provincie, gelegen in het noorden van Afghanistan. De oppervlakte beslaat 21 118 km², ongeveer de helft van Nederland en er wonen zo'n 875.000 mensen. De hoofdstad van Baghlān is Pol-e Chomri.

## Geografie
De provincie Baghlan ( beslaat een deel van de noordflank van het Hindu Kush-gebergte, alsmede een deel van het Noord-Afghaanse steppengebied. 
In het zuiden en oosten liggen een aantal hoge bergen. In het westen liggen veel rivieren, gelegen in diepe dalen. In het noorden liggen de steppen.

## Bevolking
De bevolking van de provincie kent een gemengde etnische samenstelling. De Pashtun wonen voornamelijk in en nabij de grote steden Pol-e Khomri en Baghlan en in de betere, vruchtbare dalgronden in de provincie. De Tadzjieken wonen verspreid over de gehele provincie. De Oezbeken wonen hoofdzakelijk in het noorden en zuidwesten van de provincie en kennen een meerderheid in het district Burka. De Hazara komen voornamelijk in het zuidwesten, westen en noorden van de provincie voor en hebben een meerderheid in het district Dushi. De kleine groep Ismaëlieten is in de provincie Baghlan vooral te vinden in de districten Dushi (Kayan-dal) en Tala wa Barfak.
In de jaren na de Saur-revolutie vormden de Tadzjieken de belangrijke verzetsorganisaties in het noordoosten (Jamiat-e Islami en Shura-e Nazar). In de tweede helft van de jaren negentig, toen de Taliban uit het zuiden van Afghanistan in noordelijke richting optrokken, steunden zij vooral op de Pashtun en ondervonden zij het meeste verzet van de Tadzjieken. Na de nederlaag van de Taliban eind 2001 tijdens de Operatie Enduring Freedom hebben zich op meerdere plaatsen in het noorden van Afghanistan wraakacties tegen de Pashtun voorgedaan, waardoor een deel van de Pashtun vluchtte. Dit was ook het geval in Baghlan. De meesten van hen zijn in 2002-2003 teruggekeerd.

## Veiligheid
Afghanistan is een instabiel land, dat begin 21e eeuw nog met oorlog te maken kreeg. Daarom was een Nederlands Provinciaal Reconstructie Team, het PRT Baghlan, aanwezig in deze provincie van 2004 tot 2006, het PRT assisteerde de Afghaanse provinciale overheid. Hongarije nam deze taken van Nederland over in 2006.

## Bestuurlijke indeling
De provincie Baghlān is onderverdeeld in 15 districten:
- Andarab
- Baghlani Jadid
- Burka
- Dahana-I- Ghuri
- Dih Salah
- Dushi
- Farang Wa Gharu
- Guzargahi Nur
- Khinjan
- Khost Wa Firing
- Khwaja Hijran (Jilga Nahrin)
- Nahrin
- Puli Hisar
- Puli Khumri
- Tala Wa Barfak

Badakhshān · Bādghīs · Baghlān · Balkh · Bāmyān · Dāykundī · Farāh · Fāryāb · Ghaznī · Ghōr · Helmand · Herāt · Jowzjān · Kābul · Kandahār · Kāpīsā · Khōst · Kunar · Kunduz · Laghmān · Lōgar · Nangarhār · Nīmrōz · Nūristān · Paktiyā · Paktīkā · Panjshayr · Parwān · Samangān · Sar-e Pul · Takhār · Uruzgān · Wardak · Zābul